# Robert Gibson (wrestler)
Robert Gibson, nato Reuben Kane (Pensacola, 19 luglio 1958), è un wrestler statunitense.
Noto per essere uno dei componenti (insieme a Ricky Morton) dei Rock 'n' Roll Express, tag team attivo fin dagli anni ottanta.

## Carriera

### Inizi
Gibson debuttò nel mondo del wrestling nel 1977. Il suo primo match fu contro Eddie Sullivan. Nei primi tempi lottò principalmente in varie compagnie indipendenti del sud degli Stati uniti, venendo allenato dal fratello Rick.

### Rock 'n' Roll Express

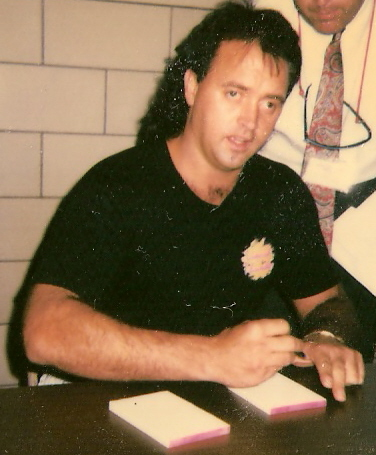
Gibson firma autografi nel 1991

Nel 1983, Gibson formò il tag team Rock 'N Roll Express con Ricky Morton. I due, da beniamini del pubblico, ebbero subito una faida con i Midnight Express (Bobby Eaton & Dennis Condrey) nella USWA/CWA, e successivamente nella National Wrestling Alliance (NWA) dato il successo riscontrato dalla rivalità. I due vinsero le cinture di coppia NWA per quattro volte ed ebbero scontri con Four Horsemen, Ivan & Nikita Koloff, e Rick Rude & Manny Fernandez.
Nel 1990 Gibson si infortunò e quando nel 1991 fece ritorno nella World Championship Wrestling (WCW), Morton lo tradì per unirsi alla stable heel The York Foundation. I due ex partner ebbero un feud, e Gibson fece coppia con Tom Zenk, ma la rivalità non riscosse consensi ed egli lasciò la WCW. Tornò ad allearsi con Morton nella Smoky Mountain Wrestling (SMW), e i due si scontrarono con gli Heavenly Bodies guidati da Jim Cornette. Poco tempo dopo, Gibson effettuò un turn heel e si unì alla "Cornette's Army".
Nel 1996 i Rock 'N Roll Express si riunirono per breve tempo prima nella USWA e successivamente nella WCW. Nel 1998, entrarono nella stable NWA nella World Wrestling Federation. In questo periodo, il duo vinse il titolo NWA Tag Team Championship per poi cederlo agli Headbangers un mese dopo.
L'ultimo stint di rilievo si ebbe nella Total Nonstop Action Wrestling dove i Rock 'n' Roll Express entrarono a far parte della fazione Sports Entertainment Xtreme di Vince Russo.

### Carriera successiva

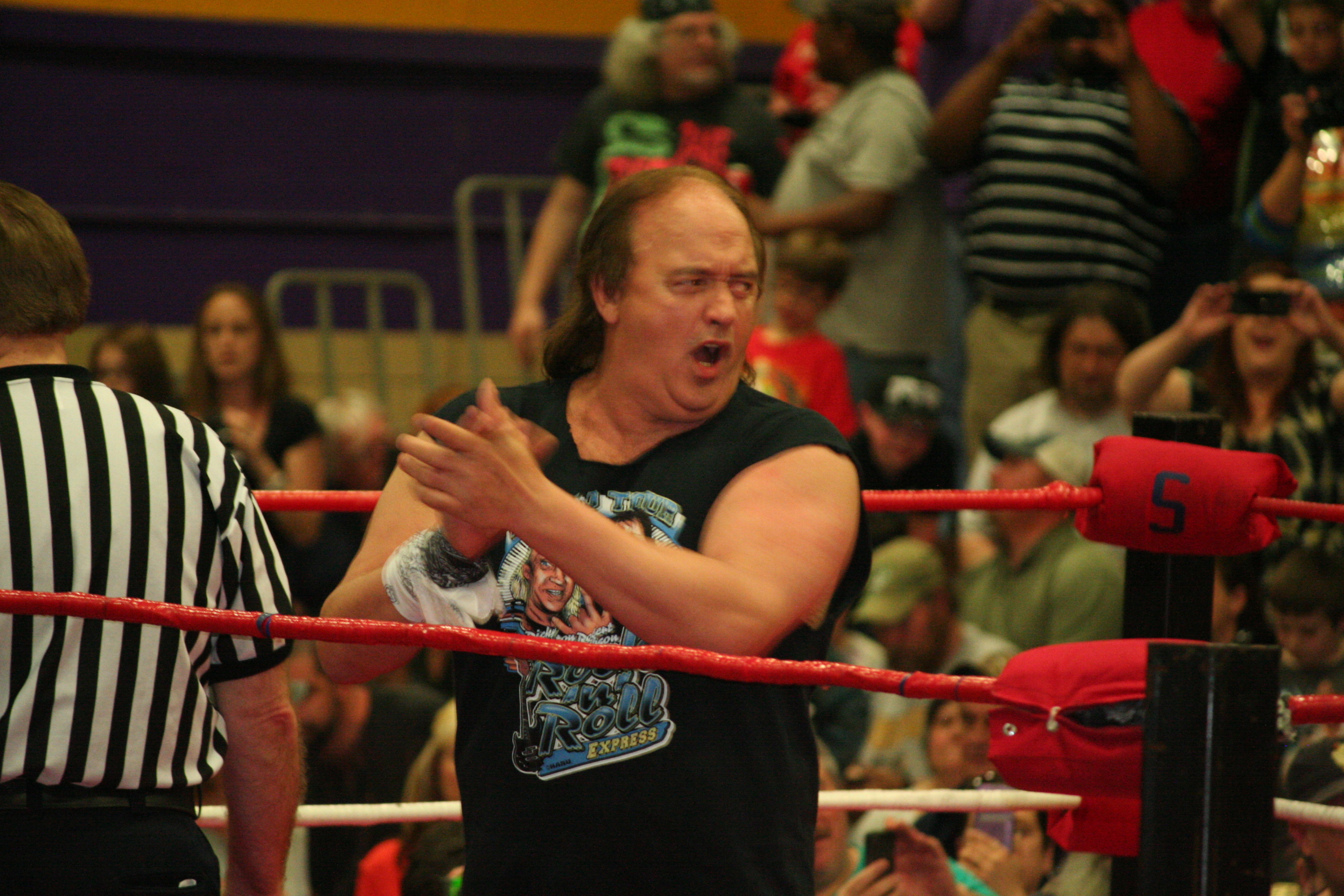
Gibson nel 2013

Nel 2002 apparve allo show Wrestle Birmingham con il nome "Robert Fuller Jr.", pretendendo di essere il figlio del lottatore veterano Robert Fuller, una gimmick utilizzata anche da altri wrestler in passato.
Nel 2003/2004, Robert e Ricky Morton entrarono a far parte della neonata compagnia "Original" Big Time Wrestling, sotto l'egida della All World Wrestling League.
Dal 2007 al 2009, ha lavorato per la Ultimate Wrestling, compagnia con sede a Pensacola, Florida, dove lottò in coppia con Bobby Doll. Nel settembre 2010 tornò nella Ultimate Wrestling.
Nel 2014, i Rock N' Roll Express erano ancora attivi nel circuito indipendente.
Nel 2016, la coppia ha fatto un'apparizione speciale nel corso di una puntata del programma televisivo della TNA Impact Wrestling.
Nel febbraio 2017, la WWE annunciò l'ammissione nella Hall of fame dei Rock 'n' Roll Express nell'annuale show pre-WrestleMania. La coppia è stata ammessa durante la cerimonia svoltasi il 31 marzo 2017, a Orlando, Florida, con presentazione di Jim Cornette.

## Vita privata
Robert Gibson ha recentemente rivelato di essere figlio di genitori entrambi sordi. Proprio per questo conosce il linguaggio dei segni e spesso lo utilizza sul ring durante i combattimenti per interagire con il partner.
Gibson ha un evidente strabismo divergente all'occhio sinistro, si tratta di un difetto che ha fin dalla nascita.

## Personaggio

### Mosse finali
- Bulldog – SMW, 1992[4]
- Missile dropkick

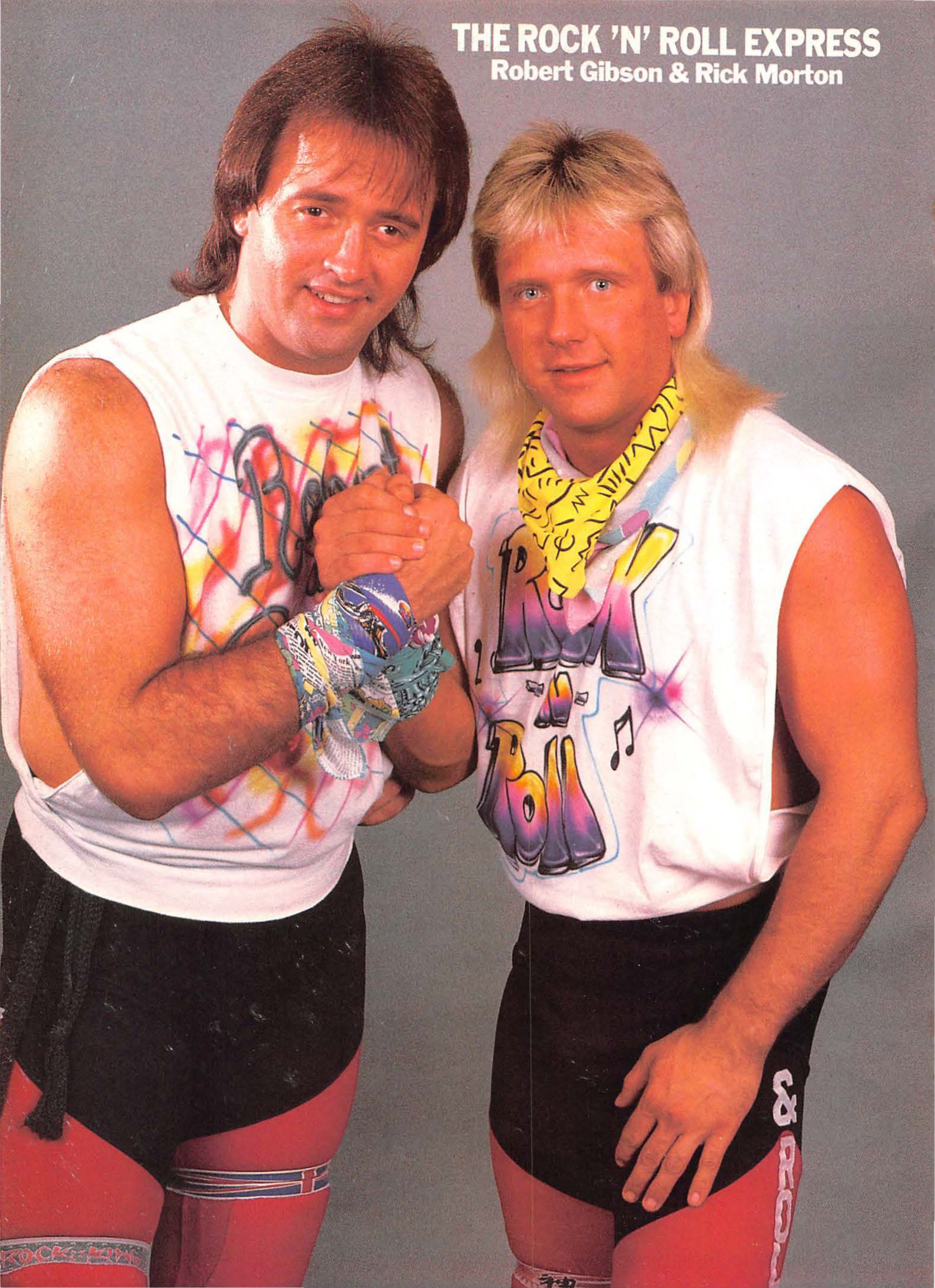
I Rock & Roll Express nel 1987

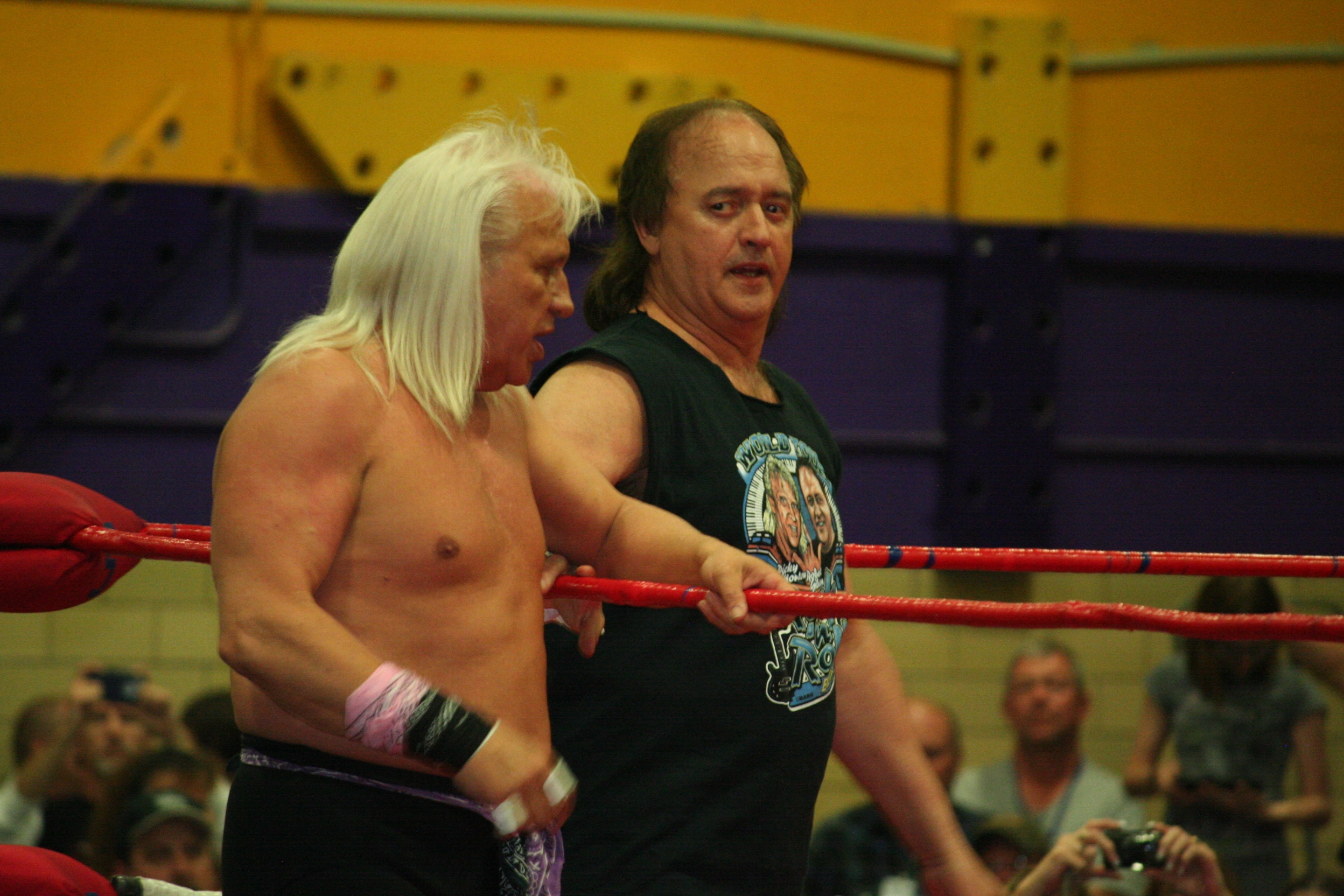
I Rock & Roll Express nel 2013

- Rock and Roll Over (Swinging neckbreaker) – SMW, 1995[5]

### Soprannomi
- "Rock 'n' Roll"
- "The King of Rock 'n' Roll"

### Manager
- Jimmy King
- Jim Cornette

### Wrestler allenati
- Bobby Doll
- Rockin' Rebel

## Titoli e riconoscimenti
- All-Pro Championship Wrestling
  - APCW Tag Team Championship (3) – con Jason Gibson e Mike Youngblood (2)
- All-Pro Wrestling
  - APW Heavyweight Championship (1)
  - APW Tag Team Championship (1)
- All-Star Wrestling
  - ASW Tag Team Championship (1) – con Ricky Morton
- Jim Crockett Promotions
  - NWA World Tag Team Championship (Mid-Atlantic version) (4) – con Ricky Morton
- Korean Pro-Wrestling Association
  - NWA World Tag Team Championship (1) – con Ricky Morton
- NWA Mid Atlantic Championship Wrestling
  - MACW Tag Team Championship (4) - con Ricky Morton (3) e Brad Armstrong (1) [6]
- Mid-South Wrestling Association (Tennessee)
  - MSWA Southern Tag Team Championship (1) - con Ricky Morton[7]
- Mid-South Wrestling Association
  - Mid-South Tag Team Championship (3) – con Ricky Morton
- National Wrestling Alliance
  - NWA World Tag Team Championship (2) – con Ricky Morton1
  - NWA Hall of Fame (Classe del 2006) - con Ricky Morton
- NWA Hollywood Wrestling
  - NWA Americas Tag Team Championship (1) – con Ricky Gibson
- NWA Mid-America / Continental Wrestling Association / Championship Wrestling Association
  - AWA Southern Tag Team Championship (5) – con Ricky Gibson (3), Bill Dundee (1), e Ricky Morton (1)
  - CWA Tag Team Championship (1) – con Ricky Morton
  - CWA World Tag Team Championship (1) – con Ricky Morton
  - NWA Mid-America Heavyweight Championship (1)
  - NWA Mid-America Tag Team Championship (1) – con Don Fargo
- NWA Southwest
  - NWA World Tag Team Championship (1) – con Ricky Morton
- NWA Wildside
  - NWA Wildside Tag Team Championship (1) – con Ricky Morton
- New Age Championship Wrestling
  - NACW Tag Team Championship (1)
- Professional Wrestling Hall of Fame and Museum
  - Classe del 2021 - Tag Team
- Pro Wrestling eXpress
  - PWX Tag Team Championship (1) – con Vince Kaplack
- Pro Wrestling Illustrated
  - 99º posto nella lista dei migliori 500 wrestler singoli nei "PWI Years" del 2003[8]
  - 4º posto (con Ricky Morton) nella lista dei migliori 100 Tag Team nei "PWI Years" del 2003.
- Smoky Mountain Wrestling
  - SMW Beat the Champ Television Championship (1)
  - SMW Tag Team Championship (1) – con Ricky Morton
- Southeastern Championship Wrestling
  - NWA Southeastern Tag Team Championship (1) – con Ricky Gibson
  - NWA Southeast United States Junior Heavyweight Championship (2)
- Traditional Championship Wrestling
  - TCW Tag Team Championship (1) – con Ricky Morton[9]
- Ultimate Championship Wrestling
  - UCW Tag Team Championship (1) - con Ricky Morton[7]
- Ultimate Wrestling
  - Ultimate Wrestling Tag Team Championship (1) - con Bobby Doll
- United States Wrestling Association
  - USWA World Tag Team Championship (2) - con Ricky Morton
- World Organization of Wrestling
  - WOW Tag Team Championship (1) – con Ricky Morton
- Wrestling Observer Newsletter
  - Wrestling Observer Newsletter Hall of Fame (Classe del 2014) – con Ricky Morton[10]
- WWE
  - WWE Hall of Fame (Classe del 2017 — con Ricky Morton)[11]

1Uno dei loro regni ebbe inizio a Memphis, Tennessee, sebbene non sia ben chiaro per quale federazione combattessero. Altro regno iniziò con l'assegnazione d'ufficio dei titoli, sebbene non fu rivelato dove fossero state consegnate loro le cinture o in quale compagnia stessero combattendo all'epoca.